# Lacey Nymeyer
Lacey Pearl Nymeyer, née le 29 octobre 1985 à Tucson (Arizona), est une nageuse américaine.
Elle est médaillée d'argent aux Jeux olympiques de 2008 avec le relais 4 × 100 m. En 2007, lors des mondiaux de Melbourne, elle a fait partie du relais qui a battu le record du monde du relais 4 × 200 m nage libre.

## Palmarès

### Jeux olympiques
- Jeux olympiques de 2008 à Pékin ( Chine) :
  -  Médaille d'argent au titre du relais 4 × 100 m quatre nages.

### Championnats du monde

#### Grand bassin
- Championnats du monde 2005 à Montréal ( Canada) :
  -  Médaille d'argent du relais 4 × 100 m quatre nages[1].
  -  Médaille de bronze du relais 4 × 100 m nage libre.
- Championnats du monde 2007 à Melbourne ( Australie) :
  -  Médaille d'or du relais 4 × 200 m nage libre.
  -  Médaille d'argent du relais 4 × 100 m nage libre.
  -  Médaille d'argent du relais 4 × 100 m quatre nages.
- Championnats du monde 2009 à Rome ( Italie) :
  -  Médaille d'argent du relais 4 × 200 m nage libre.

### Championnats pan-pacifiques
- Championnats pan-pacifiques 2006 à Victoria (Canada)
  -  Médaille d'or du relais 4 × 100 m nage libre.
  -  Médaille d'or du relais 4 × 200 m nage libre.